# マリ・ロシニ
マリ・ロシニ（クロアチア語: Mali Lošinj,イタリア語: Lussinpiccolo）はクロアチア西部、プリモリェ＝ゴルスキ・コタル郡の都市及び基礎自治体で、ロシニ島に位置する。2001年の国勢調査による人口は8,388人でそのうち83%はクロアチア人が占める。
適した気候からホテルやリゾート地が作られ、森林や整備されたビーチなど観光開発が行われている。村落のほとんどはロシニ湾のもっとも保護された部分に位置し、町部のほとんどは東側の日当たりの良い場所に位置する。

## 歴史
町が最初に言及されたのは1398年で、小村を意味するマロ・セロ（Malo selo）であった。1868年には繁栄した年を経験する。11箇所の多くの造船所など、アドリア海沿岸ではリエカやトリエステ、ヴェネチアの様に商船の先進地となるが、蒸気機関が発明されると発展は停滞した。また、ブドウのべと病も大流行している。マリ・ロシニは1918年までオーストリア＝ハンガリー帝国の支配下にあり、その後第一次世界大戦後にイタリアの領域となる。1947年にはユーゴスラビアの一部となった。ユーゴスラビア社会主義連邦共和国が発足すると多くの移民が発生し、第二次世界大戦後には2,200の住民しか残らなかった。